# Adolfo de Hostos
Adolfo de Hostos ( Santo Domingo, República Dominicana, 8 de enero de 1887 – San Juan, Puerto Rico, 29 de octubre de 1982 ) fue un político e intelectual puertorriqueño. A mediados del siglo XX, de enero de 1936 a 1950, ejerció como el quinto Historiador Oficial de Puerto Rico, cargo creado en marzo de 1903 por la Asamblea Legislativa de Puerto Rico.

## Biografía
Hijo de Eugenio María de Hostos, fue hermano de Eugenio Carlos, Luisa Amelia, Bayoán Lautaro, Filipo Luis Duarte y María Angelina.  En 1939 publicó Trópico en las páginas del periódico Puerto Rico Ilustrado.

##### Carrera militar
De Hostos sirvió en el Ejército de los Estados Unidos desde 1905 hasta 1919, alcanzando el rango de primer teniente. Trabajó como asistente militar del gobernador Arthur Yeager antes de su nombramiento por el gobernador Blanton Winship .

##### Historiador oficial
Su publicación más destacada es "Ciudad Murada", la historia de la ciudad de San Juan, Puerto Rico, la ciudad más antigua de Estados Unidos.
Luego de su retiro en 1950, el puesto de Historiador Oficial de Puerto Rico permaneció vacante por 43 años, hasta que la Cámara de Representantes de Puerto Rico aprobó en 1993 la Resolución Concurrente número 14 del Senado, de la autoría del Senador Kenneth McClintock, por la que se designa Historiadora Oficial a la profesora Pilar Barbosa.
De Hostos encabezó la excavación en un lugar de Guaynabo, encontrando restos de asentamientos europeos tempranos en Puerto Rico. El lugar se denomina actualmente Sitio Arqueológico de Caparra.
De Hostos hizo una importante contribución a la arqueología precolombina con su libro Anthropological Papers: Based Principally on Studies of the Prehistoric Archaeology and Ethnology of the Greater Antilles ( Documentos antropológicos: estudios de arqueología prehistórica y etnología de las Grandes Antillas), publicado en 1941. 
Adolfo de Hostos falleció el 29 de octubre de 1982 en San Juan, Puerto Rico, a los 95 años de edad.